# Lee County (Arkansas)
Lee County is een county in de Amerikaanse staat Arkansas.
De county heeft een landoppervlakte van 1.558 km² en telt 12.580 inwoners (volkstelling 2000). De hoofdplaats is Marianna.

## Bevolkingsontwikkeling

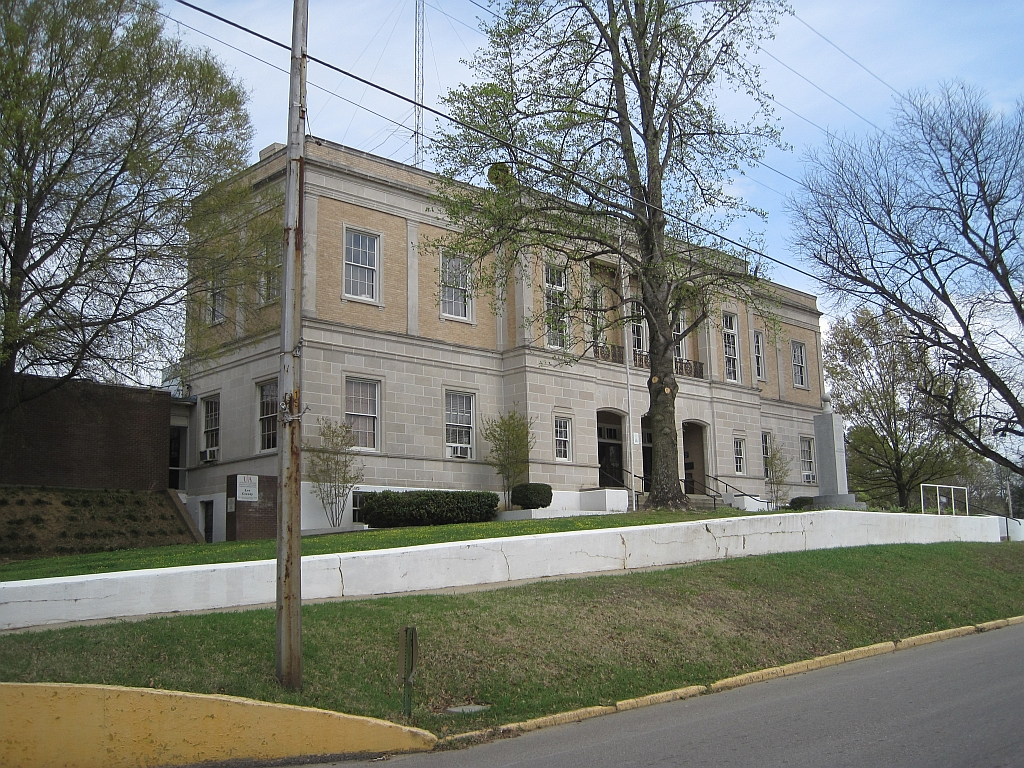
Lee County Courthouse